# Kirderanna
Kirderanna is een plaats in de Estlandse gemeente Saaremaa, provincie Saaremaa. De plaats heeft de status van dorp (Estisch: küla).
Tot in oktober 2017 lag de plaats in de gemeente Orissaare en heette ze Rannaküla (‘stranddorp’). De Duitse naam was Rannaküll. In die maand ging Orissaare op in de fusiegemeente Saaremaa. Rannaküla kreeg een andere naam, omdat in de nieuwe gemeente nog een ander dorp Rannaküla ligt.

## Bevolking
Het dorp had 2 inwoners op 31 december 2011 en 7 inwoners op 31 december 2021.

## Ligging
Kirderanna ligt aan de noordkust van het eiland Saaremaa.

## Geschiedenis
In 1731 was er sprake van een landgoed Rannakül. De naam is echter al ouder. In 1543 lag hier een haven onder die naam. Het landgoed behoorde onder andere toe aan de familie von Buxhoeveden. Carl von Brümmer was de laatste eigenaar voor het landgoed in 1919 door het onafhankelijk geworden Estland werd onteigend. Een plaats Rannaküla ontstond pas in de jaren twintig van de 20e eeuw. In 1939 kreeg ze onder de naam Ranna de status van dorp (Estisch: küla).
In 1977 werd Rannaküla bij het buurdorp Randküla gevoegd. In 1997 werd het onder de naam Rannaküla weer een zelfstandig dorp.